# Női 800 méteres síkfutás a 2024. évi nyári olimpiai játékokon
A 2024. évi nyári olimpiai játékokon az atlétika női 800 méteres síkfutás versenyszámát augusztus 2. és augusztus 5. között rendezték a párizsi Stade de France-ban. Az aranyérmet az előző olimpia ezüstérmese, a brit Keely Hodgkinson nyerte 1:56,72-es idővel, az etióp Tsige Duguma és a kenyai Mary Moraa előtt.
Ez a versenyszám 18. alkalommal szerepelt az olimpiai programban.

## Rekordok
A versenyt megelőzően a következő rekordok voltak érvényben:
| Világrekord                  | Jarmila Kratochvílová (TCH) | 1:53,28 | München, NSZK              | 1983. július 26. |
| Olimpiai rekord              | Nagyija Olizarenko (URS)    | 1:53,43 | Moszkva, Szovjetunió       | 1980. július 27. |
| Világ legjobb idei eredménye | Keely Hodgkinson (GBR)      | 1:54,61 | London, Egyesült Királyság | 2024. július 20. |

## Eredmények
Az időeredmények perc:másodpercben értendők. A rövidítések jelentése a következő:
| - OR: olimpiai rekord - AR: kontinens rekord - NR: országos rekord - PB: egyéni legjobb eredménye - SB: 2024-ben az addigi legjobb eredménye | - DQ: kizárták - DNS: nem indult a futamon - DNF: nem ért célba - Q: helyezés alapján továbbjutott - q: időeredmény alapján továbbjutott |

### Előfutamok
Minden előfutam első három helyezettje automatikusan az elődöntőbe jutott. A többi célbaérkező a vigaszágon folytathatta a versenyzést.
1. előfutam
| H  | Név                 | Nemzet           | E       | Mj |
| -- | ------------------- | ---------------- | ------- | -- |
| 1. | Jemma Reekie        | Nagy-Britannia   | 2:00,00 | Q  |
| 2. | Gabriela Gajanová   | Szlovákia        | 2:00,29 | Q  |
| 3. | Juliette Whittaker  | Egyesült Államok | 2:00,45 | Q  |
| 4. | Valentina Rosamilia | Svájc            | 2:00,45 |    |
| 5. | Jazz Shukla         | Kanada           | 2:00,80 |    |
| 6. | Léna Kandissounon   | Franciaország    | 2:00,97 |    |
| 7. | Habitam Alemu       | Etiópia          | 2:02,19 |    |
| 8. | Amal Al Roumi       | Kuvait           | 2:11,35 |    |
| 9. | Layla Almasri       | Palesztina       | 2:12,21 | NR |

2. előfutam
| Rank | Athlete             | Nation                  | Time    | Notes |
| ---- | ------------------- | ----------------------- | ------- | ----- |
| 1.   | Daily Cooper Gaspar | Kuba                    | 1:58,88 | Q     |
| 2.   | Prudence Sekgodiso  | Dél-afrikai Köztársaság | 1:59,84 | Q     |
| 3.   | Rachel Pellaud      | Svájc                   | 2:00,07 | Q     |
| 4.   | Halimah Nakaayi     | Uganda                  | 2:00,51 |       |
| 5.   | Nelly Jepkosgei     | Bahrein                 | 2:00,63 |       |
| 6.   | Flávia de Lima      | Brazília                | 2:00,73 | SB    |
| 7.   | Lorena Martín       | Spanyolország           | 2:02,52 |       |
| 8.   | Anna Wielgosz       | Lengyelország           | 2:02,54 |       |

3. előfutam
| Rank | Athlete                 | Nation         | Time    | Notes    |
| ---- | ----------------------- | -------------- | ------- | -------- |
| 1.   | Worknesh Mesele         | Etiópia        | 1:58,07 | Q, PB    |
| 2.   | Rénelle Lamote          | Franciaország  | 1:58,59 | Q        |
| 3.   | Phoebe Gill             | Nagy-Britannia | 1:58,83 | Q        |
| 4.   | Eloisa Coiro            | Olaszország    | 1:59,19 | PB       |
| 5.   | Vivian Chebet Kiprotich | Kenya          | 1:59,90 |          |
| 6.   | Rose Mary Almanza       | Kuba           | 2:00,36 |          |
| 7.   | Anita Horvat            | Szlovénia      | 2:00,91 |          |
|      | Assia Raziki            | Marokkó        | DQ      | TR17,1,2 |

4. előfutam
| Rank | Athlete              | Nation                      | Time    | Notes |
| ---- | -------------------- | --------------------------- | ------- | ----- |
| 1.   | Keely Hodgkinson     | Nagy-Britannia              | 1:59,31 | Q     |
| 2.   | Nia Akins            | Egyesült Államok            | 1:59,67 | Q     |
| 3.   | Noélie Yarigo        | Benin                       | 1:59,68 | Q     |
| 4.   | Eveliina Määttänen   | Finnország                  | 2:00,02 |       |
| 5.   | Majtie Kolberg       | Németország                 | 2:00,55 |       |
| 6.   | Oratile Nowe         | Botswana                    | 2:01,00 |       |
| 7.   | Catriona Bisset      | Ausztrália                  | 2:01,60 |       |
| 8.   | Adelle Tracey        | Jamaica                     | 2:03,47 | SB    |
| 9.   | Perina Lokure Nakang | Menekültek olimpiai csapata | 2:08,20 | PB    |

5. előfutam
| Rank | Athlete          | Nation                                | Time    | Notes |
| ---- | ---------------- | ------------------------------------- | ------- | ----- |
| 1.   | Tsige Duguma     | Etiópia                               | 1:57,90 | Q     |
| 2.   | Mary Moraa       | Kenya                                 | 1:57,95 | Q     |
| 3.   | Shafiqua Maloney | Saint Vincent és a Grenadine-szigetek | 1:58,23 | Q, NR |
| 4.   | Anaïs Bourgoin   | Franciaország                         | 1:58,47 | PB    |
| 5.   | Abbey Caldwell   | Ausztrália                            | 1:58,49 | SB    |
| 6.   | Lorea Ibarzabal  | Spanyolország                         | 2:00,71 |       |
| 7.   | Sanu Jallow      | Gambia                                | 2:03,91 | NR    |
| 8.   | Gresa Bakraçi    | Koszovó                               | 2:13,29 |       |

6. előfutam
| Rank | Athlete               | Nation           | Time    | Notes |
| ---- | --------------------- | ---------------- | ------- | ----- |
| 1.   | Natoya Goule-Toppin   | Jamaica          | 1:58,66 | Q     |
| 2.   | Claudia Hollingsworth | Ausztrália       | 1:58,77 | Q     |
| 3.   | Lilian Odira          | Kenya            | 1:58,83 | Q, PB |
| 4.   | Gabija Galvydytė      | Litvánia         | 1:59,18 | PB    |
| 5.   | Audrey Werro          | Svájc            | 1:59,38 |       |
| 6.   | Allie Wilson          | Egyesült Államok | 1:59,69 |       |
| 7.   | Elena Bellò           | Olaszország      | 1:59,98 |       |
| 8.   | Tharushi Karunarathna | Srí Lanka        | 2:07,76 |       |

### Vigaszág
Minden vigaszági futam első helyezettje az elődöntőbe jutott, Az összesített eredmények alapján további két futó került az elődöntőbe,
1. futam
| H  | Név              | Nemzet        | E       | Mj |
| -- | ---------------- | ------------- | ------- | -- |
| 1. | Abbey Caldwell   | Ausztrália    | 2:00,07 | Q  |
| 2. | Eloisa Coiro     | Olaszország   | 2:00,31 |    |
| 3. | Audrey Werro     | Svájc         | 2:00,62 |    |
| 4. | Gabija Galvydytė | Litvánia      | 2:00,66 |    |
| 5. | Flávia de Lima   | Brazília      | 2:01,64 |    |
| 6. | Halimah Nakaayi  | Uganda        | 2:02,88 |    |
| 7. | Lorena Martín    | Spanyolország | 2:03,04 |    |

2. futam
| Rank | Athlete             | Nation           | Time    | Notes |
| ---- | ------------------- | ---------------- | ------- | ----- |
| 1.   | Anaïs Bourgoin      | Franciaország    | 1:59,52 | Q     |
| 2.   | Valentina Rosamilia | Svájc            | 1:59,65 | q     |
| 3.   | Allie Wilson        | Egyesült Államok | 1:59,73 |       |
| 4.   | Anita Horvat        | Szlovénia        | 2:00,56 |       |
| 5.   | Adelle Tracey       | Jamaica          | 2:03,67 |       |
| 6.   | Sanu Jallow         | Gambia           | 2:04,44 |       |
| 7.   | Anna Wielgosz       | Lengyelország    | 2:05,77 |       |
| 8.   | Layla Almasri       | Palesztina       | 2:16,72 |       |

3. futam
| Rank | Athlete              | Nation                      | Time    | Notes    |
| ---- | -------------------- | --------------------------- | ------- | -------- |
| 1.   | Rose Mary Almanza    | Kuba                        | 2:01,54 | Q        |
| 2.   | Jazz Shukla          | Kanada                      | 2:02,00 |          |
| 3.   | Catriona Bisset      | Ausztrália                  | 2:02,35 |          |
| 4.   | Elena Bellò          | Olaszország                 | 2:02,91 |          |
| 5.   | Oratile Nowe         | Botswana                    | 2:03,29 |          |
| 6.   | Léna Kandissounon    | Franciaország               | 2:03,40 |          |
| 7.   | Perina Lokure Nakang | Menekültek olimpiai csapata | 2:11,33 |          |
|      | Gresa Bakraçi        | Koszovó                     | DQ      | TR17,2,3 |

4. futam
| Rank | Athlete                 | Nation        | Time    | Notes |
| ---- | ----------------------- | ------------- | ------- | ----- |
| 1.   | Majtie Kolberg          | Németország   | 1:59,08 | Q     |
| 2.   | Vivian Chebet Kiprotich | Kenya         | 1:59,31 | q     |
| 3.   | Lorea Ibarzabal         | Spanyolország | 1:59,81 |       |
| 4.   | Eveliina Määttänen      | Finnország    | 2:00,38 |       |
| 5.   | Nelly Jepkosgei         | Bahrein       | 2:01,12 |       |
| 6.   | Habitam Alemu           | Etiópia       | 2:02,73 |       |
| 7.   | Tharushi Karunarathna   | Srí Lanka     | 2:06,66 |       |
| 8.   | Amal Al Roumi           | Kuvait        | 2:12,13 |       |

### Elődöntők
Minden elődöntő első két helyezettje automatikusan az elődöntőbe jutott, Az összesített eredmények alapján további két futó került a döntőbe,
1. elődöntő
| H  | Név                 | Nemzet         | E       | Mj    |
| -- | ------------------- | -------------- | ------- | ----- |
| 1. | Mary Moraa          | Kenya          | 1:57,86 | Q     |
| 2. | Worknesh Mesele     | Etiópia        | 1:58,06 | Q, PB |
| 3. | Daily Cooper Gaspar | Kuba           | 1:58,39 | PB    |
| 4. | Phoebe Gill         | Nagy-Britannia | 1:58,47 |       |
| 5. | Abbey Caldwell      | Ausztrália     | 1:58,52 |       |
| 6. | Natoya Goule-Toppin | Jamaica        | 1:59,14 |       |
| 7. | Valentina Rosamilia | Svájc          | 1:59,27 |       |
| 8. | Noélie Yarigo       | Benin          | 2:01,35 |       |

2. elődöntő
| Rank | Athlete                 | Nation                                | Time    | Notes |
| ---- | ----------------------- | ------------------------------------- | ------- | ----- |
| 1.   | Tsige Duguma            | Etiópia                               | 1:57,47 | Q, PB |
| 2.   | Shafiqua Maloney        | Saint Vincent és a Grenadine-szigetek | 1:57,59 | Q, NR |
| 3.   | Juliette Whittaker      | Egyesült Államok                      | 1:57,76 | q, PB |
| 4.   | Rénelle Lamote          | Franciaország                         | 1:57,78 | q     |
| 5.   | Jemma Reekie            | Nagy-Britannia                        | 1:58,01 |       |
| 6.   | Gabriela Gajanová       | Szlovákia                             | 1:58,22 | NR    |
| 7.   | Majtie Kolberg          | Németország                           | 1:58,52 | PB    |
| 8.   | Vivian Chebet Kiprotich | Kenya                                 | 1:59,64 |       |

3. elődöntő
| Rank | Athlete               | Nation                  | Time    | Notes |
| ---- | --------------------- | ----------------------- | ------- | ----- |
| 1.   | Keely Hodgkinson      | Nagy-Britannia          | 1:56,86 | Q     |
| 2.   | Prudence Sekgodiso    | Dél-afrikai Köztársaság | 1:57,57 | Q     |
| 3.   | Nia Akins             | Egyesült Államok        | 1:58,20 |       |
| 4.   | Lilian Odira          | Kenya                   | 1:58,53 | PB    |
| 5.   | Rose Mary Almanza     | Kuba                    | 1:58,73 | SB    |
| 6.   | Anaïs Bourgoin        | Franciaország           | 1:59,62 |       |
| 7.   | Claudia Hollingsworth | Ausztrália              | 2:01,51 |       |
| 8.   | Rachel Pellaud        | Svájc                   | 2:03,36 |       |

### Döntő
| H     | Név                | Nemzet                                | E       | Mj |
| ----- | ------------------ | ------------------------------------- | ------- | -- |
| Arany | Keely Hodgkinson   | Nagy-Britannia                        | 1:56,72 |    |
| Ezüst | Tsige Duguma       | Etiópia                               | 1:57,15 | PB |
| Bronz | Mary Moraa         | Kenya                                 | 1:57,42 |    |
| 4.    | Shafiqua Maloney   | Saint Vincent és a Grenadine-szigetek | 1:57,66 |    |
| 5.    | Rénelle Lamote     | Franciaország                         | 1:58,19 |    |
| 6.    | Worknesh Mesele    | Etiópia                               | 1:58,28 |    |
| 7.    | Juliette Whittaker | Egyesült Államok                      | 1:58,50 |    |
| 8.    | Prudence Sekgodiso | Dél-afrikai Köztársaság               | 1:58,79 |    |